# Běla Hlaváčková
Běla Hlaváčková (ur. 1976 w Náchodzie) – czeska niepełnosprawna pływaczka, złota medalistka igrzysk paraolimpijskich.
W swojej karierze zdobywała na paraolimpiadzie 5 medali. W 2004 roku zdobyła jeden złoty medal. W 2008 wywalczyła 4 medale (2 złote, 1 srebrny i 1 brązowy).